# Chiesa cattolica in Lettonia

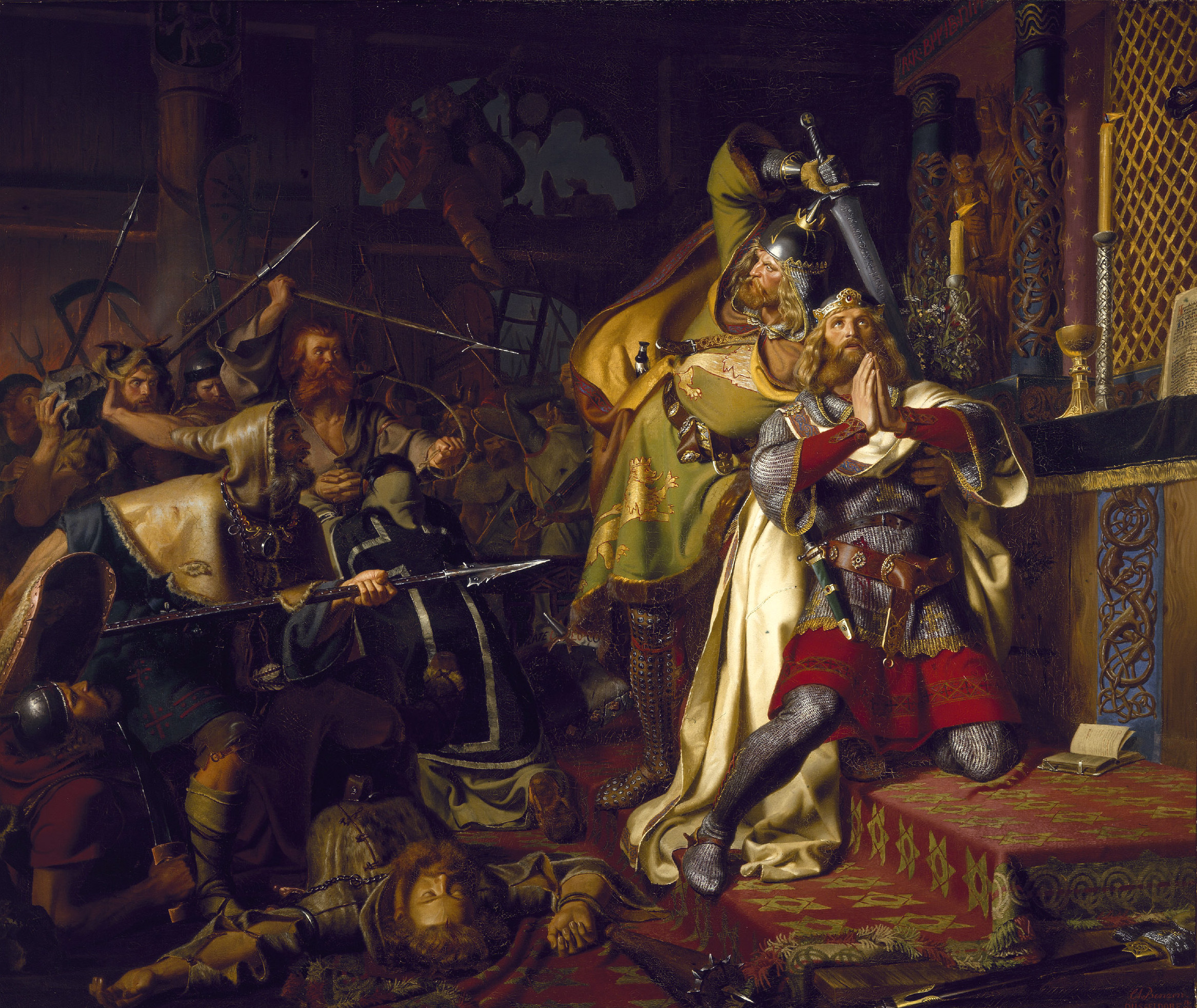
San Canuto IV (1043-1086), re di Danimarca, evangelizzatore della Lettonia.

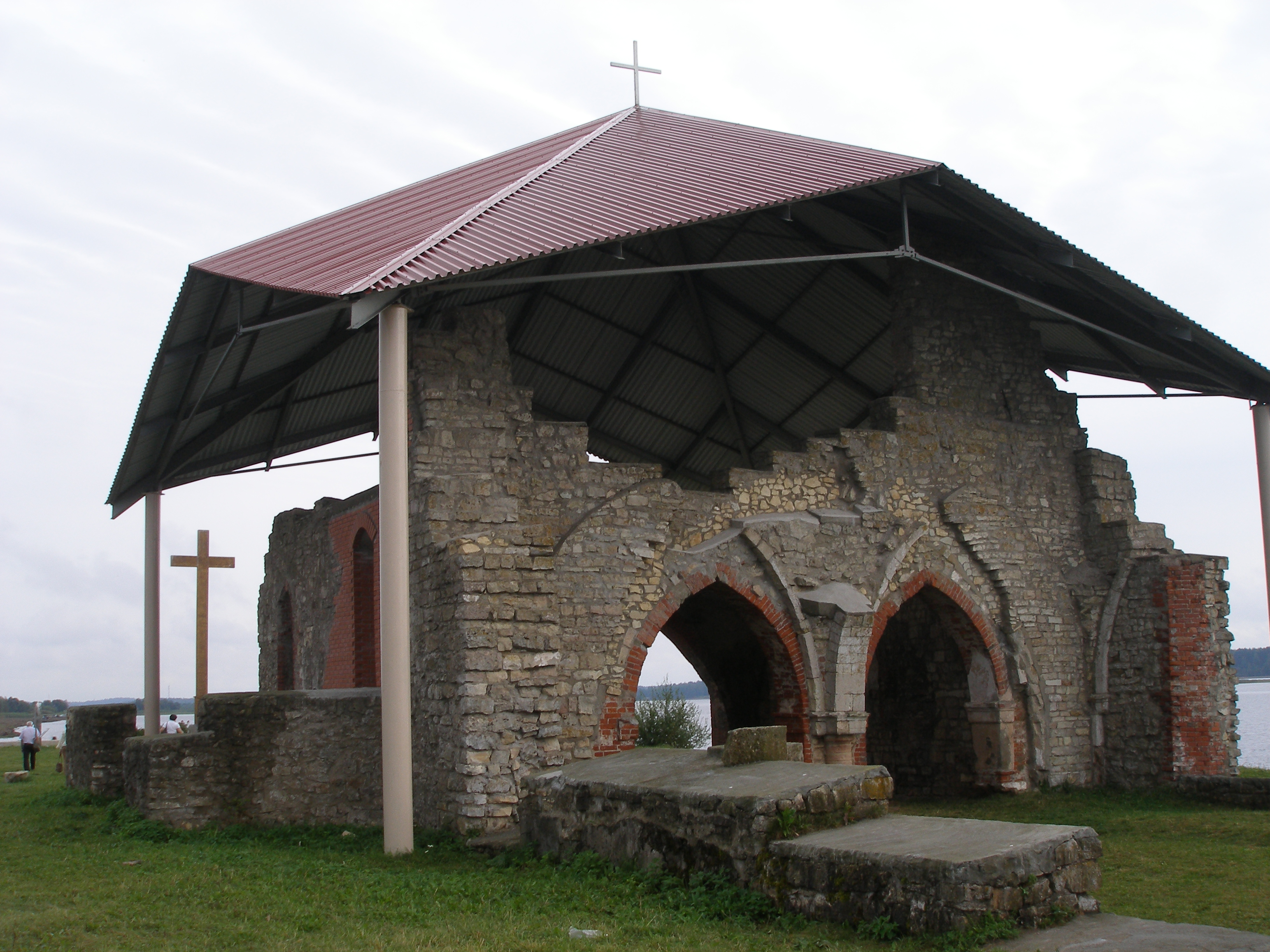
Resti del santuario di San Mainardo (1134-1196), primo vescovo della Lettonia, a Ikšķile.

La Chiesa cattolica in Lettonia è parte della Chiesa cattolica in comunione con il vescovo di Roma, il Papa. Nel 2016 contava circa 413.000 battezzati pari al 20% della popolazione totale.

## Struttura
La Chiesa cattolica in Lettonia è costituita da un'unica provincia ecclesiastica, comprendente quattro diocesi:
- Arcidiocesi di Riga che ha come suffraganee:
  - Diocesi di Jelgava
  - Diocesi di Liepāja
  - Diocesi di Rēzekne-Aglona

## Santuari lettoni
Sono cinque i santuari cattolici della Lettonia::
- santuario di San Mainardo, primo vescovo della Lettonia, a Ikšķile;
- santuario dell'Assunzione di Maria Vergine a Aglona;
- santuario  dell'Immacolata Concezione a Sarkaņi (Madona);
- santuario dell'Assunzione di Maria a Skaistkalne (Vecumnieki);
- santuario di San Domenico a Pasiene (Zilupe).

## Nunziatura apostolica
Nel 1922, con l'indipendenza dei Paesi baltici, la Santa Sede eresse la delegazione apostolica di Lettonia, Lituania e Estonia.
L'internunziatura apostolica della Lettonia fu eretta il 31 ottobre 1925, con il breve De more Romanorum Pontificum di papa Pio XI. Essa fu promossa a nunziatura apostolica l'11 luglio 1935.
In seguito all'occupazione sovietica del Paese le relazioni diplomatiche furono interrotte.
Esse sono riprese il 1º ottobre 1991 dopo la riottenuta indipendenza della Lettonia.
Il nunzio apostolico in Lettonia ricopre lo stesso incarico anche per Estonia e Lituania, dove risiede nella capitale Vilnius.

### Delegati apostolici
- Edward Aleksander Władysław O'Rourke (8 dicembre 1920 - dicembre 1921 dimesso)
- Antonino Zecchini, S.I. (20 ottobre 1922 - 14 aprile 1926 nominato nunzio apostolico)

### Nunzi apostolici
- Antonino Zecchini, S.I. † (20 ottobre 1922 - 18 marzo 1935 deceduto)
- Antonino Arata † (12 luglio 1935 - 1940 dimesso)
  - Relazioni interrotte
- Justo Mullor García † (30 novembre 1991 - 2 aprile 1997 nominato nunzio apostolico in Messico)
- Erwin Josef Ender † (9 luglio 1997 - 19 maggio 2001 nominato nunzio apostolico nella Repubblica Ceca)
- Peter Stephan Zurbriggen † (25 ottobre 2001 - 14 gennaio 2009 nominato nunzio apostolico in Austria)
- Luigi Bonazzi (25 marzo 2009 - 18 dicembre 2013 nominato nunzio apostolico in Canada)
- Pedro López Quintana (22 marzo 2014 - 4 marzo 2019 nominato nunzio apostolico in Austria)
- Petar Rajič (6 agosto 2019 - 11 marzo 2024 nominato nunzio apostolico in Italia e nella Repubblica di San Marino)
- Georg Gänswein, dal 24 giugno 2024

## Conferenza episcopale
L'episcopato locale costituisce la Conferenza episcopale della Lettonia (Latvijas Bīskapu konference, LBC). Gli statuti della Conferenza sono stati approvati dalla Santa Sede il 15 novembre 1997. Il 29 giugno 1998 nel santuario di Aglona, l'arcivescovo Jānis Pujats venne eletto primo presidente della LBC.
La LBC è membro del Consiglio delle conferenze dei vescovi d'Europa.
Elenco dei Presidenti della Conferenza episcopale
- Julijans Vaivods, amministratore apostolico di Riga (1970 - 24 maggio 1990)
- Jānis Pujats, arcivescovo di Riga (1998 - 19 giugno 2010)
- Antons Justs, vescovo di Jelgava (1º giugno 2011 - dicembre 2011)
- Jānis Bulis, vescovo di Rēzekne-Aglona (18 ottobre 2011 - 18 dicembre 2018)
- Viktors Stulpins, vescovo di Liepāja, dal 18 dicembre 2018

Elenco dei Vicepresidenti della Conferenza episcopale
- Jānis Bulis, vescovo di Rēzekne-Aglona (1º giugno 2011 - 18 ottobre 2011)
- Zbigņevs Stankevičs, arcivescovo di Riga (18 ottobre 2011 - 13 dicembre 2021)
- Edvards Pavlovskis, vescovo di Jelgava (13 dicembre 2021 - 5 gennaio 2025)

Elenco dei Segretari generali della Conferenza episcopale
- Vilhelms Toms Marija Lapelis, O.P., vescovo di Jelgava (1º giugno 2011 - 20 giugno 2012)
- Edvards Pavlovskis, vescovo di Jelgava (18 dicembre 2018 - 13 dicembre 2021)
- Zbigņevs Stankevičs, arcivescovo di Riga, dal 13 dicembre 2021